# Batalha de Gidá (1925)
A Batalha de Gidá ou Cerco da cidade de Gidá ocorreu em 1925, como parte da campanha de Ibn Saud para conquistar o Reino de Hejaz. Gidá foi palco da última grande disputa entre os haxemitas e os sauditas.
Como consequência da disputa, Ibn Saud, foi declarado o novo Rei de Hejaz. No ano seguinte, Ibn Saud unificaria o Hejaz com o Négede, formando um novo país, a atual Arábia Saudita.